# Чичиков
Павел Иванович Чичиков — персонаж поэмы Николая Васильевича Гоголя «Мёртвые души»; отставной чиновник, главный герой произведения.
Автор (Н. Гоголь) не называет точный возраст персонажа, но из примерного описания можно выделить возможные варианты от 35 до 40 лет. В первых двух томах Чичиков — оставивший службу в довольно высоком чине коллежского советника махинатор, занимающийся скупкой так называемых «мёртвых душ» (письменных сведений об умерших со времени последней ревизии крестьян) для заклада их как живых, чтобы продать их государству через опекунский совет. В конце второго тома Чичиков должен был попасть на каторгу. В третьем томе Чичиков должен был преобразиться.
Чичикова часто называют олицетворением пошлости. Дмитрий Мережковский называет Чичикова и Хлестакова человеческими воплощениями чёрта. В противовес другим писателям и художникам, Гоголь рисует не романтический образ дьявола, а олицетворение мелкого и пошлого зла, которое прячется среди людей и «ходит во фраке».

Гоголь сделал для нравственных измерений то же, что Лейбниц для математики, — открыл как бы дифференциальное исчисление, бесконечно великое значение бесконечно малых величин добра и зла. Первый он понял, что черт и есть самое малое, которое лишь вследствие нашей собственной малости кажется великим, — самое слабое, которое лишь вследствие нашей собственной слабости кажется сильным. «Я называю вещи, — говорит он, — прямо по имени, то есть черта называю чертом, не даю ему великолепного костюма à la Байрон и знаю, что он ходит во фраке…» «Дьявол выступил уже без маски в мир: он явился в своем собственном виде». Главная сила дьявола — уменье казаться не тем, что он есть. Будучи серединою, он кажется одним из двух концов — бесконечностей мира, то Сыном-Плотью, восставшим на Отца и Духа, то Отцом и Духом, восставшим на Сына-Плоть; будучи тварью, он кажется творцом; будучи темным, кажется Денницею; будучи косным, кажется крылатым; будучи смешным, кажется смеющимся. Смех Мефистофеля, гордость Каина, сила Прометея, мудрость Люцифера, свобода Сверхчеловека — вот различные в веках и народах «великолепные костюмы», маски этого вечного подражателя, приживальщика, обезьяны Бога. Гоголь первый увидел черта без маски, увидел подлинное лицо его, страшное не своей необычайностью, а обыкновенностью, пошлостью; первый понял, что лицо черта есть не далекое, чуждое, странное, фантастическое, а самое близкое, знакомое, вообще реальное «человеческое, слишком человеческое» лицо, лицо толпы, лицо «как у всех», почти наше собственное лицо в те минуты, когда мы не смеем быть сами собою и соглашаемся быть «как все».
Среди отличительных черт Чичикова называют отсутствие отличительных черт, но умения очаровывать при нём. Чичиков придерживается в одежде «коричневых и красноватых цветов с искрою», а во втором томе покупает сукно оттенка «наваринского дыму с пламенем». Михаил Бахтин обнаруживает в основе «Мёртвых душ» «формы весёлого (карнавального) хождения по преисподней, по стране смерти. <…> Недаром, конечно, загробный момент присутствует в самом замысле и заголовке гоголевского романа („Мёртвые души“). Мир „Мёртвых душ“ — мир весёлой преисподней. <…> Найдём мы в нём и отребье, и барахло карнавального „ада“, и целый ряд образов, являющихся реализацией бранных метафор».
Этот же образ, как считал Мережковский, выведен в образе чёрта Ивана Карамазова у Достоевского.
В то же время Дмитрий Быков считает, что в отличие от других персонажей поэмы, в Чичикове заложено положительное начало: Чичиков единственный обладает способностью к творчеству (что раскрывается в сцене, где он сочиняет умершим крепостным биографии).
К образу Чичикова обращались художники Александр Агин, Пётр Боклевский (несколько раз) и другие.